# La Fée Libellule
La Fée Libellule er en fransk stumfilm fra 1908 af Georges Méliès.